# Pseudagrion coarctatum
Pseudagrion coarctatum – gatunek ważki z rodziny łątkowatych (Coenagrionidae).